# Громокипящий кубок
«Громокипящий кубок» — сборник стихотворений Игоря Северянина, первый, принесший ему успех (до этого он издавал стихи только небольшими брошюрами). Книга стихов была напечатана в московском издательстве «Гриф» в 1913 году.

## Общая тематическая характеристика
Название первого поэтического сборника Северянина восходит к известному стихотворению Ф. И. Тютчева «Весенняя гроза», одна из строф которого выполняет функцию эпиграфа, предваряющего сборник. Эта строфа задаёт тон всему сборнику и предваряет его томно-лирическое настроение: перед глазами читателя предстаёт точный и многогранный образ громокипящего кубка весны, который оказывается выплеснутым на землю. Очень точно автор передаёт психоэмоциональное наполнение образа, настроение свежести и ясности наступившего весеннего дня, поёт «гимн жасминовым ночам» и «сиренью упоенье». Первый раздел сборника, который носит название «Сирень моей весны», тематически посвящён необходимости достижения упоения «алчущего инстинкта» любви, ради которого происходит универсальное возрождение весенней природы и становление нового цикла развития мироздания.

## Темы и настроения стихотворений

### Первый раздел
Ключевые мотивы первого раздела книги — поклонение первозданной силе искупающей любви, восхищение весенним ренессансом души и природы, чувственная самодостаточность неповторимого мгновения всеобщего пробуждения. В то же время можно говорить о двойственности производимого впечатления: улавливается прозрачность и наивность лирического мироощущения, которое родственно мироощущению ребёнка, познающего первозданный чувственный мир — отсюда и подкупающая любого читателя искренность настроений. С другой стороны, перед нами — причудливое проявление неприкрытой эстетской манерности, которая, по мнению исследователя С. М. Пинаева, в некоторой степени препятствует чистоте и незамутнённости восприятия новых образов. Одно из центральных стихотворений первого раздела носит название «Chanson Coquette» (в дословном переводе «игривая песня»), которое во многом разрешает формирующееся у читателя противоречие при восприятии мотивов, доминирующих в поэтической картине первого раздела — большое подлинное чувство здесь подчинено фактору игры. Часто детская доброта автора и сочувствие всему живому, оживающему, обращается сусальностью («В парке плакала девочка»), а поэтизация интимных чувств сельской красавицы воспринимается через призму заданной лубочности образа («Chanson Russe»), что, тем не менее, создаёт новаторскую неповторимость авторского поэтического дискурса.

### Второй раздел
Второй раздел несколько отличается от первого, он называется «Мороженое из сирени»; в нём демонстрируется авторское отношение к трансформации естественного мира веяниями разрушительной цивилизации. В мир первозданной неприкосновенной природы жестоко вмешивается «потусторонний» корыстный расчёт, неотъемлемый компонент развития внешней и абсолютно чужой по отношению к природе цивилизации. Культура чувств во втором разделе сборника, манифестирующем эволюционную динамику поэтического мира автора, беспощадно подчинена явлениям псевдокультуры с господствующими в её рамках обманчивыми, но соблазнительными псевдоценностями. Мир, предложенный Северяниным в «Мороженом из сирени», вывернут наизнанку, он оказывается весьма далёким от идеальных устремлений поэта, и в то же время в понимании его описателя он является закономерным этапом неизбежной антиутопии, которую представляется возможным преодолеть в перспективе. Антропоморфные амальгамные существа, населяющие его, названы «грезэрками», «куртизанками», «эксцессерками» и «экстазёрами», при этом подобная череда иронико-фантасмагорических номинаций не лишена ощущений глобального трагифарса, которые автор посредством такого рода средств художественной выразительности, используемых в описании видоизменённого контекста, намеревается передать читателю. Ненужные, неидеальные синематограф и «жено-клуб» сменяют идеализованный берёзовый коттедж на реке «форелевой». Вместо брички, несущейся по ухабам, теперь читатель может разглядеть «фаэтоны», «ландолеты бензиновые», «аэропланы» и «эллипсические рессоры», которые являются верными свидетелями обновлённого, технократического, антипантеистического в какой-то степени мироустройства. Поэт великодушно отдаёт дань последним тенденциям современной моды, но с иронической грустью относится ко всему антуражу, который предстаёт в виде суррогата жизни.

### Третий раздел
Третий раздел под названием «За струнной изгородью лиры» концентрирует в себе непреодолимое авторское стремление подняться над экстравагантной и эпатажной дисгармоничностью бытия, освободиться от диктата антигуманистических условностей, от иррациональных императивов эрзац-модели однотипного существования в рамках доктрины нового цивилизационного порядка. Поэт, неудовлетворённый таким порядком, неизбежно оказывающийся в одиночестве, но и вынужденный подчиниться условностям, которые предлагает новый мир, помещён в ситуацию витального выбора. Он находит свой идеал в литературе и искусстве (стихотворения «Врубель», «На смерть Фофанова»), в универсальном величии природы («Демон», «Коктебель»). Поэт в третьем разделе сборника проходит через состояние своего рода искупительного долгожданного катарсиса («Мои похороны», «Секстина»), также спасительной для него является вера в собственное бессмертие, в очищение всего мира, главными инструментами которого будут красота и связанная с ней неразрывными духовно-креационистскими нитями поэзия.

### Четвёртый раздел
В четвёртом и заключительном разделе книги, принесшей Игорю Северянину популярность в широких читательских кругах России, на ценностном уровне происходит манифестация общепоэтических принципов и установок автора, приверженца нового мировосприятия, единственно спасительного и возможного в условиях тотальной гегемонии витального упадка. Раздел носит название «Эгофутуризм», по наименованию нового поэтического направления, основоположником которого считается Северянин. Этот раздел представляет собой что-то наподобие поэтического манифеста целой группы единомышленников, обладающий высокой силой убеждения; искусство, которого придерживается эта сплочённая группа, органично противопоставлена той распадающейся псевдокультуре, которая «гнила … как рокфор». Главный девиз поэта в четвёртом разделе, да и во всей книге в целом — слиться творчеством с природой. Сам автор говорит об этом как о необходимости основываться на «первобытном» и «дикарстве» для того, чтобы дать возможность «познать неясное земле». Поэт в итоге оказывается опьянён собственной утопией, а кульминацией такой подкупающей полномасштабной личностной опьянённости является суждение «Я царь страны несуществующей» (стихотворение «Грёзовое царство»). Подобный мировоззренческий ракурс, никогда до этого не фигурировавший в русской поэзии, привлёк внимание читателей своей аутентичной психоэмоциональной самодостаточностью, что и определило его высокий статус в контексте общей многовекторной поэтической концепции, принятой в эпоху Серебряного века. Эта неповторимая сказочная страна так и останется эмблемой в сознании всех поклонников творчества Игоря Северянина. Она получит традиционное наименование Миррэлия, по ассоциации с известной поэтессой Миррой Лохвицкой, олицетворением русской сапфийской поэзии («Русская Сапфо»), певицей любви и сладострастия. В широком смысле северянинская Миррэлия — некий упоительный мираж, застилающий собой обыденную реальность, населённый всеми ищущими свой особый утопический и идеальный мир грёз, кто этой реальностью в той или иной степени не удовлетворён.

## Список литературы
- Венок поэту: Игорь Северянин: Сборник. Таллин, 1987.
- Кошелёв, В. Поэт с открытой душой. // Северянин И., Стихотворения, Москва, 1988.
- Критики о творчестве Игоря Северянина. Москва, 1916.
- О Игоре Северянине. Тезисы докладов научной конференции. Череповец, 1987.
- Русская литература Серебряного века / Под редакцией В. В. Агеносова. Москва, 1997, с. 311—324.